# Liste der Biografien/Rel
Liste der Biografien |
Portal Biografien |
Personensuche
# |
A |
B |
C |
D |
E |
F |
G |
H |
I |
J |
K |
L |
M |
N |
O |
P |
Q |
R |
S |
T |
U |
V |
W |
X |
Y |
Z |
?
 
Ra |
Rb |
Rd |
Re |
Rh |
Ri |
Rj |
Rk |
Rl |
Rm |
Rn |
Ro |
Rr |
Rs |
Rt |
Ru |
Rv |
Rw |
Rx |
Ry |
Rz
 
Rea |
Reb |
Rec |
Red |
Ree |
Ref |
Reg |
Reh |
Rei |
Rej |
Rek |
Rel |
Rem |
Ren |
Reo |
Rep |
Req |
Rer |
Res |
Ret |
Reu |
Rev |
Rew |
Rex |
Rey |
Rez
Die Liste der Biografien führt alle Personen auf, die in der deutschsprachigen Wikipedia einen Artikel haben. Dieses ist eine Teilliste mit 54 Einträgen von Personen, deren Namen mit den Buchstaben „Rel“ beginnt.

## Rel

### Rela
- Relampagos, Miguel (* 1995), philippinischer Eishockeyspieler
- Reland, Adrianus (1676–1718), niederländischer Orientalist
- Relander, Lauri Kristian (1883–1942), finnischer Politiker, Mitglied des Reichstags und Präsident (1925–1931)
- Relander, My (* 1998), estnische Springreiterin
- Relander, Signe (1886–1962), finnische First Lady (1925–1931), Ehefrau von Lauri Kristian Relander
- Relang, Regina (1906–1989), deutsche Modefotografin

### Rele
- Reles, Abe (1906–1941), US-amerikanischer Auftragsmörder der New Yorker Mafia

### Relf
- Relf, Jane (* 1947), britische Sängerin
- Relf, Keith (1943–1976), britischer Musiker und Sänger
- Relfe, James Hugh (1791–1863), US-amerikanischer Politiker

### Reli
- Relich, Kiryl (* 1989), belarussischer Boxer im Halbweltergewicht
- Religa, Zbigniew (1938–2009), polnischer Herzchirurg und Politiker, Mitglied des Sejm und des Senats
- Relin, Herma (1913–1995), österreichische Filmschauspielerin
- Relin, Joachim (1921–2009), deutscher Rundfunkmoderator und Schlagertexter
- Relin, Marie Theres (* 1966), österreichisch-schweizerische Schauspielerin, Autorin, JournalistinMarie Theres Relin (* 1966)

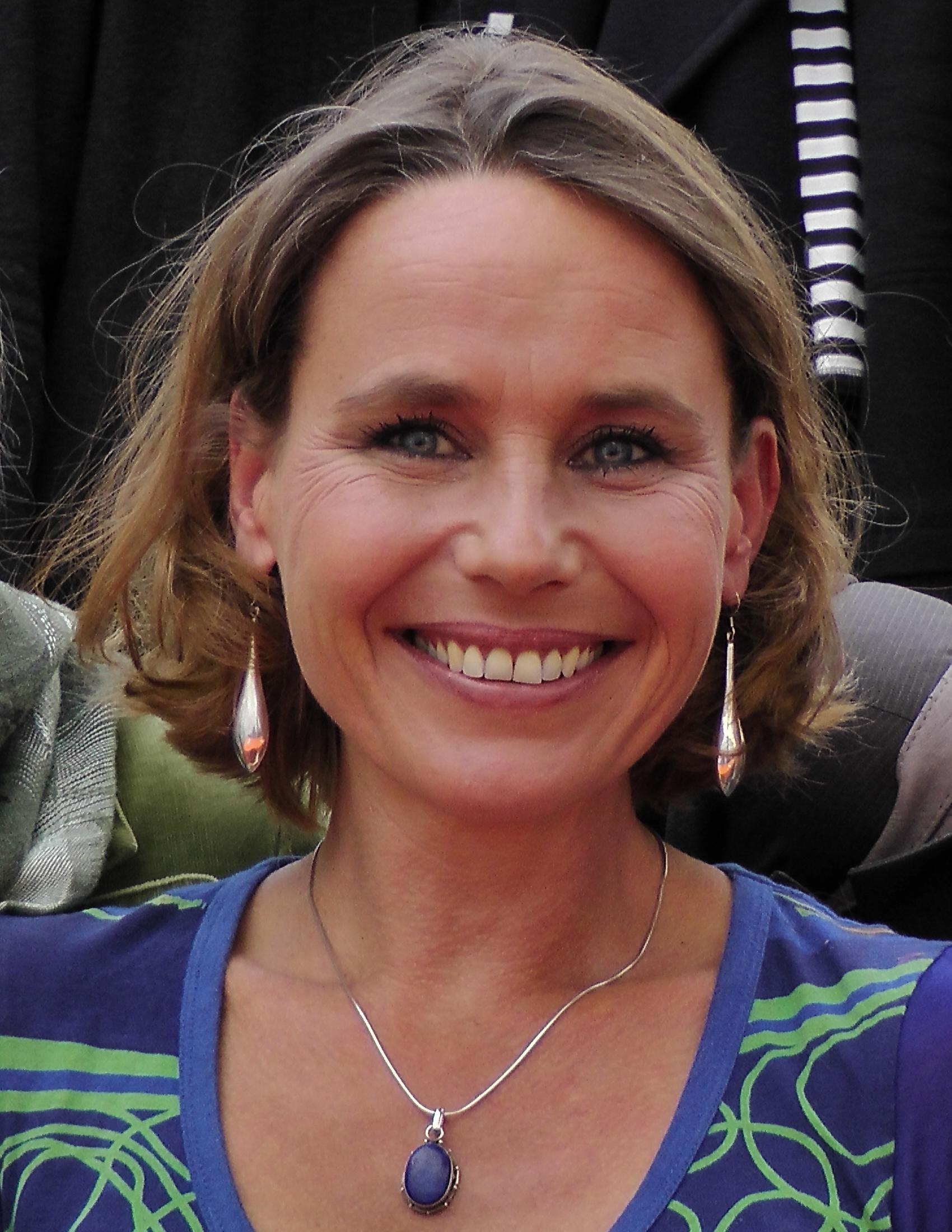
Marie Theres Relin (* 1966)

- Relin, Veit (1926–2013), österreichischer Schauspieler, Drehbuchautor und Regisseur
- Relindis († 750), fränkische Äbtissin und Heilige

### Relj
- Reljić, Milorad (* 1945), kroatischer Handballspieler und -trainer

### Relk
- Relković, Matija Antun (1732–1798), kroatischer Literat der Aufklärung

### Rell
- Rell, M. Jodi (1946–2024), US-amerikanische Politikerin
- Rella, Anton (1888–1945), österreichischer Mathematiker
- Rellah, Cris (* 1982), Schweizer Singer-Songwriter
- Rellay, Alain († 2018), französischer Jazzmusiker (Saxophon)
- Relle, Agnes (* 1959), deutsche literarische Übersetzerin
- Rellecke, Horst (* 1951), deutscher Architekt und bildender Künstler
- Relleen, Tom (1978–2020), britischer Fusionmusiker (Bass, Komposition)
- Rellensmann, Otto (1895–1970), deutscher Hochschullehrer, Rektor der Bergakademie Clausthal
- Rellensmann, Torsten (* 1962), deutscher Bahnradsportler
- Reller, Armin (* 1952), Schweizer Chemiker
- Reller, Horst (1928–2017), deutscher evangelisch-lutherischer Theologe, Oberkirchenrat und Verleger
- Rellergerd, Helmut (* 1945), deutscher AutorHelmut Rellergerd (* 1945)

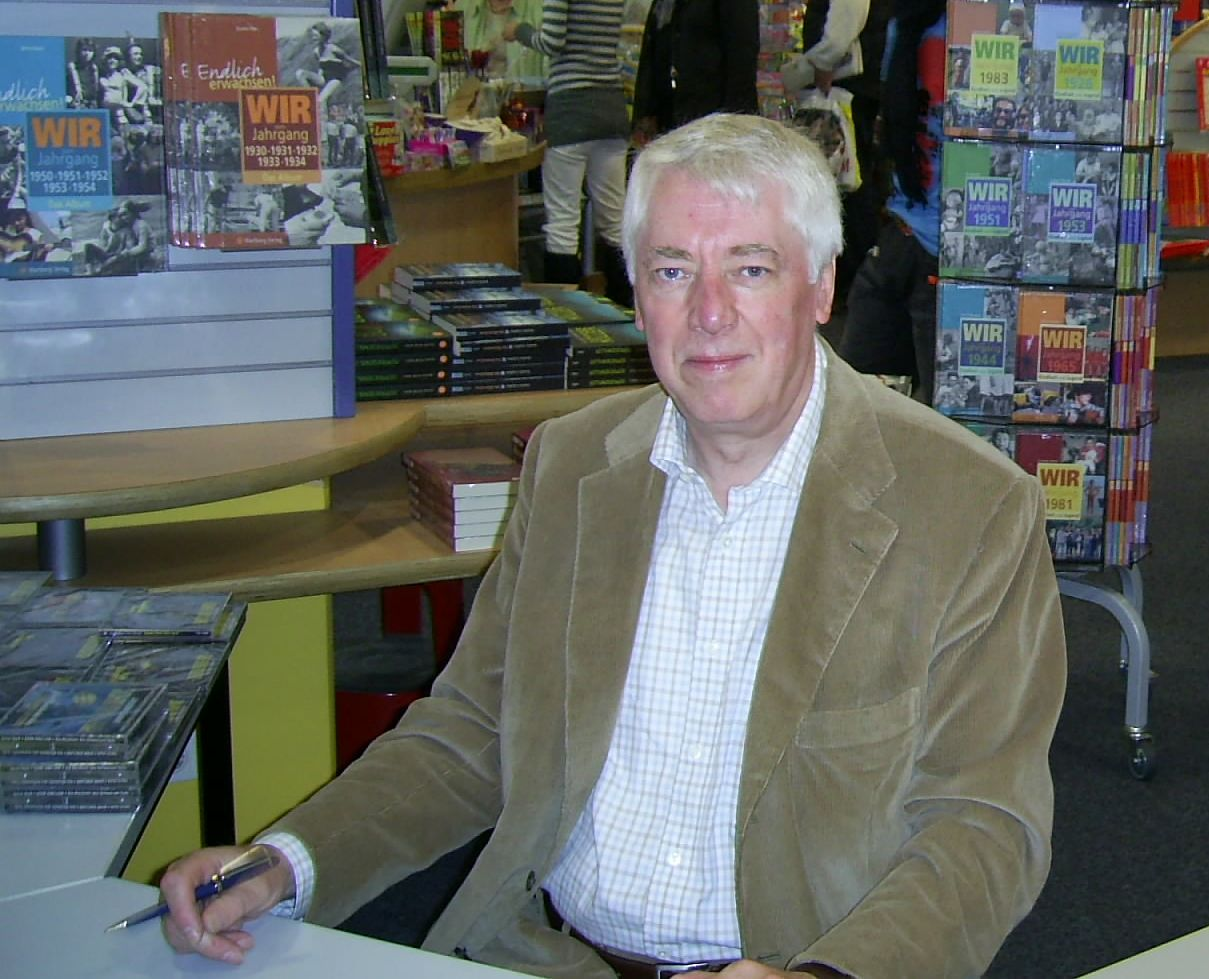
Helmut Rellergerd (* 1945)

- Rellich, Franz (1906–1955), deutscher Mathematiker
- Relling, Ingmar (1920–2002), norwegischer Architekt und Designer
- Rellöm, Knarf (* 1962), deutscher Musiker
- Rellstab, Caroline (1794–1813), deutsche Sängerin (Sopran)
- Rellstab, Daniel (* 1972), Germanist und Hochschullehrer
- Rellstab, Emil (1853–1922), Schweizer Landwirt und Politiker
- Rellstab, Felix (1924–1999), Schweizer Schauspieler und Theaterintendant
- Rellstab, Ludwig (1799–1860), deutscher Journalist, Musikkritiker und Dichter
- Rellstab, Ludwig (1904–1983), deutscher Schachmeister
- Rellstab, Ludwig M. (1873–1950), deutscher Physiker
- Rellstab, Philipp (* 1984), dänisch-schweizerischer Jazztrompeter, Flügelhornist, Bandleader, Komponist und Arrangeur
- Rellys (1905–1991), französischer Schauspieler

### Relo
- Relotius, Claas (* 1985), deutscher Autor und JournalistClaas Relotius (* 1985)

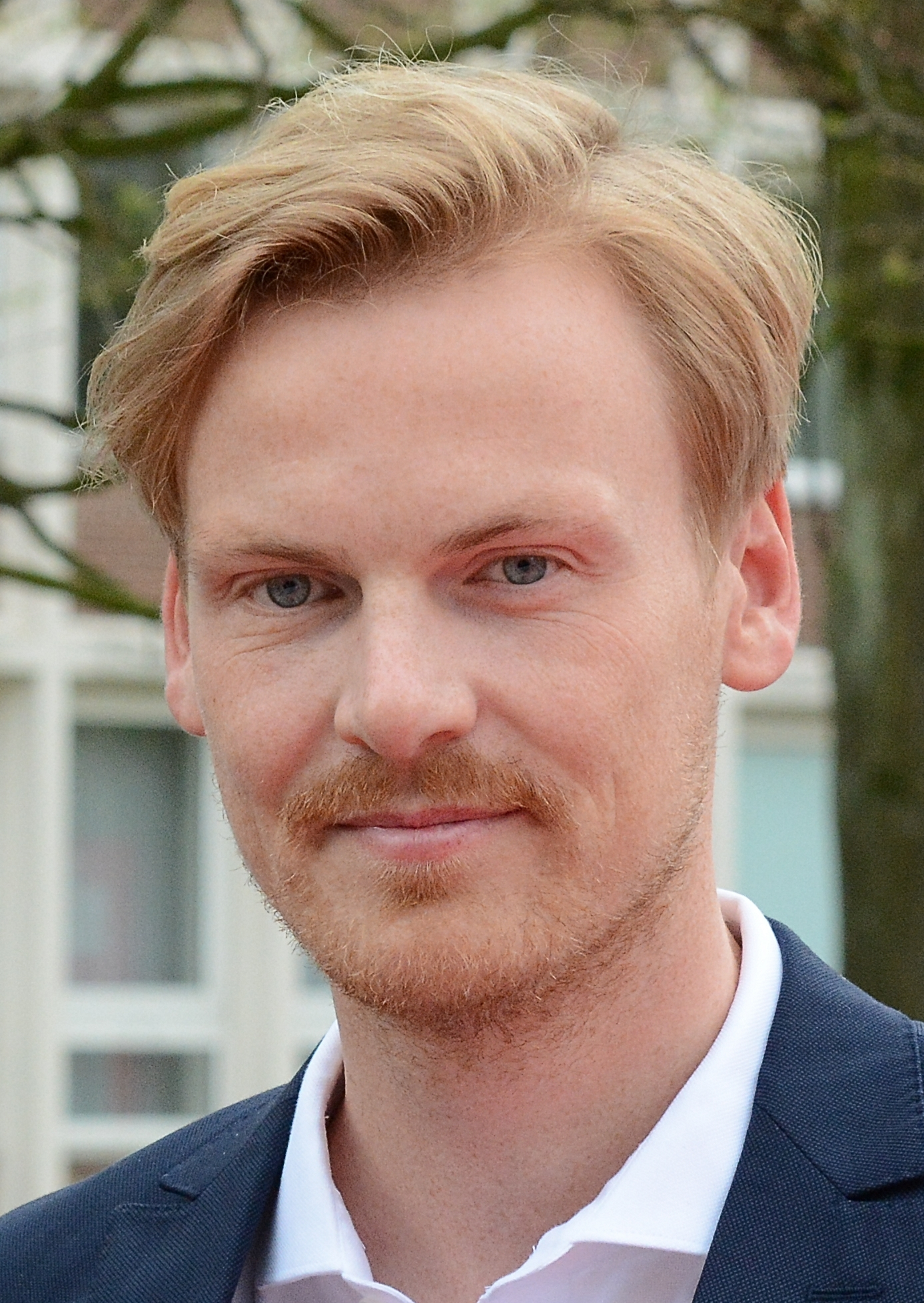
Claas Relotius (* 1985)

- Relou, Tom (* 1987), niederländischer Radrennfahrer

### Relp
- Relph, Michael (1915–2004), britischer Filmproduzent, Drehbuchautor und Filmregisseur
- Relph, Pamela (* 1989), britische Ruderin

### Rels
- Rels B (* 1993), spanischer Rapper
- Rels, Adolfo Costa du (1891–1980), bolivianischer Schriftsteller und Politiker

### Relu
- Relucio, José María (* 1998), spanischer Fußballspieler

### Relv
- Relvas, José Carlos de Mascarenhas (1858–1929), portugiesischer Politiker
- Relvas, Miguel (* 1961), portugiesischer Politiker

### Relw
- Relwyskow, George de (1887–1943), britischer Ringer

### Rely
- Rely, Jean de (1430–1499), französischer römisch-katholischer Bischof und Übersetzer